# Euceraphis punctipennis
Euceraphis punctipennis är en insektsart som först beskrevs av Zetterstedt 1828. Enligt Catalogue of Life ingår Euceraphis punctipennis i släktet Euceraphis och familjen långrörsbladlöss, men enligt Dyntaxa är tillhörigheten istället släktet Euceraphis och familjen borstbladlöss. Arten är reproducerande i Sverige. Inga underarter finns listade i Catalogue of Life.

## Bildgalleri

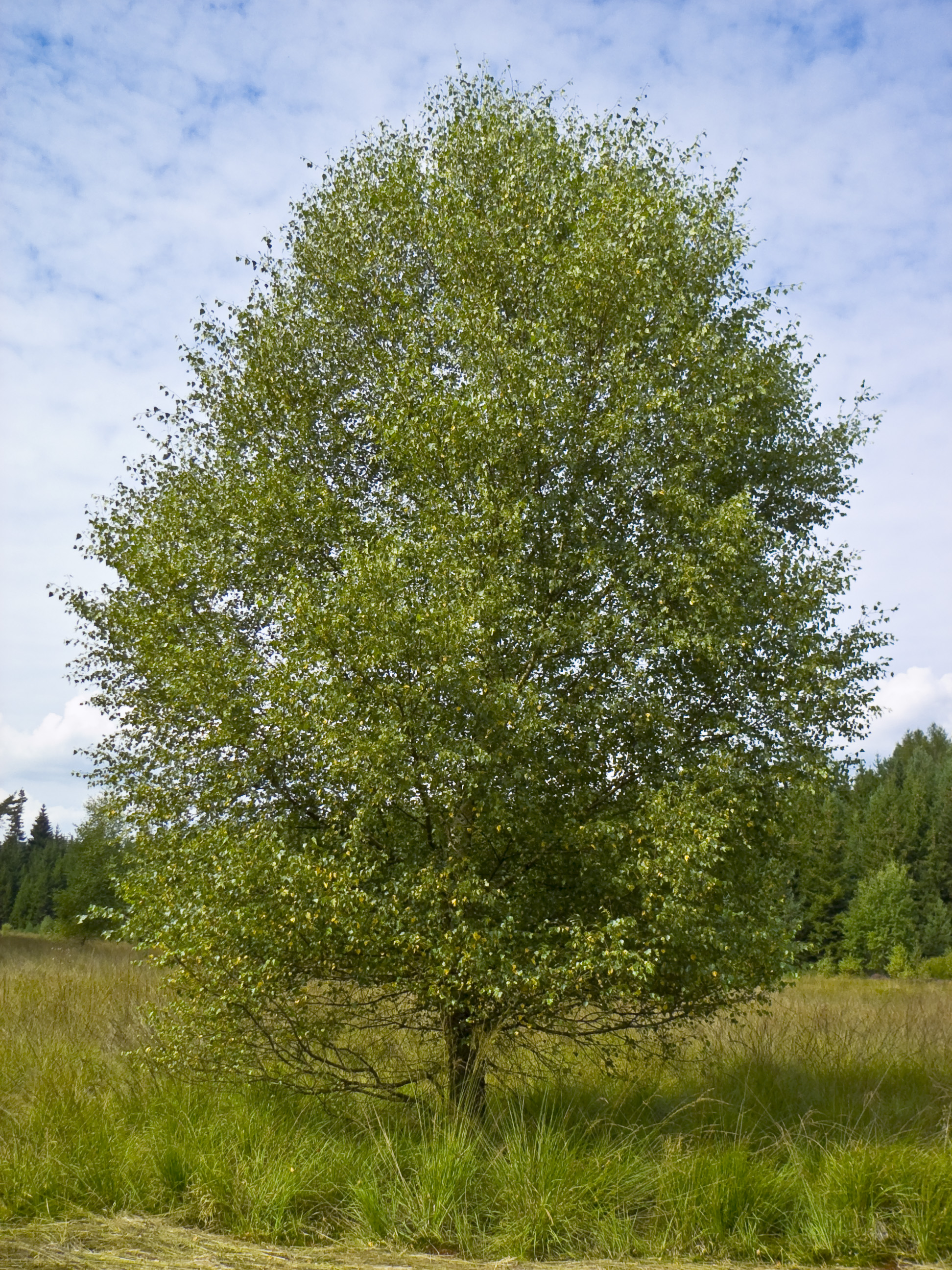